# Zannone
Zannone je otok u Tirenskom moru uz zapadnu obalu Italije. Dio je Poncijskog otočja, a administrativno pripada općini Ponza. 
Otok ima oblik izduženog peterokuta, a ukupna dužina obalne linije iznosi mu 5 km, najviša točka na otoku je Monte Pellegrino visok 184 metara.
Cijeli otok velik je oko 1 km2, a od otoka Ponza je udaljen 10 km.
Dio je Nacionalnog parka Circeo zbog svoje ljepote i nekoliko rijetkih bioma. Otok je nenaseljen, ali ga nadzire Šumarska služba, koja održava stanicu i malu obrazovnu izložbu na vrhu Monte Pellegrina, najviše točke na otoku. Tu su i ruševine benediktinskog samostana iz 13. stoljeća. Izgrađeni na vrhu ovog bivšeg samostana ostaci su vile u kolonijalnom stilu, nekada dom markiza Casati Stampa i njegove supruge Anne Fallarino, koji su organizirali orgije na otoku. Za posjet otoku nije potrebna nikakva posebna dozvola, ali Zannone nema turističkih objekata. Kampiranje ili noćenje su zabranjeni široj javnosti, dok je biolozima, znanstvenicima i promatračima ptica odobreno da kampiraju preko noći na otoku.
Zannone je dostupan samo brodom iz Ponze.
Otok je talijanska aristokracija koristila kao privatni rezervat za lov. Stotine divljih ovaca muflona dovedeno je u Zannone. Mufloni su sada invazivna vrsta koja prijeti autohtonoj flori na otoku prekomjernom ispašom.

## Svjetionik Zannone
Na otoku se nalazi svjetionik svjetionik Zannone.

## Povezani člancu
- Dodatak:Popis otoka u Italiji

## Vanjske poveznice
- [neaktivna poveznica]
- Slike